# 자크 드 보캉송

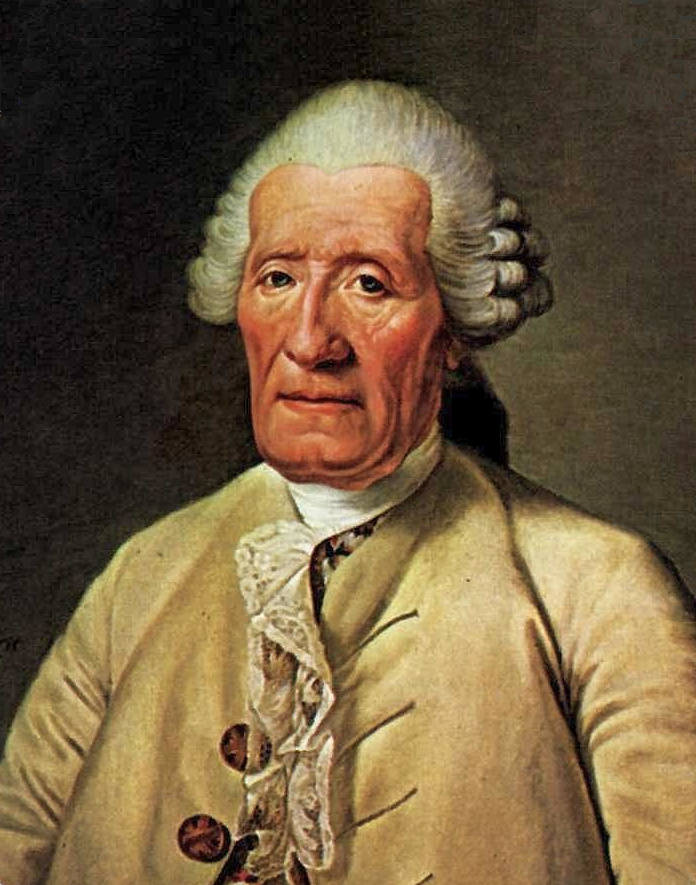
자크 드 보캉송의 초상화.

자크 드 보캉송 (Jacques de Vaucanson, 1709년 2월 24일 – 1782년 11월 21일 ) 프랑스 발명가이자 예술가로 인상적이고 혁신적인 자동인형들을 만들었다. 뿐만 아니라 보캉송은 자동 직기를 처음으로 설계하고 기계로 개발했다.
보캉송이 만든 자동인형에는  <플루트 연주자>, <북을 치는 소년>, <똥 싸는 오리> 가 있다. 자동인형은 보캉송 전에도 만들어졌었고, 왕실 뿐만 아니라 대중의 오락 거리로 전시되었으나 이전에는 보캉송의 자동인형 만큼 생명체의 구조와 원리를 적용한 기계 인형들은 없었다.
예를 들어 그의 <플루트 연주자>는 내부의 음향 장치를 이용해 플루트 소리를 재생하는 것이 아니라 인간 연주자가 플투트를 연주하는 방식과 같은 방식으로 - 직접 공기를 불어 넣고 손가락을 움직여 연주한다.
보캉송이 만든 가장 유명한 오토마타로는 <똥싸는 오리>가 있다. 이 기계 오리는 먹기도 하고 먹은 음식을 소화시켜 배설까지 하는 오리로 그의 오토마타 전시는 문전 성시를 이루었다.

## 같이 보기
- 더 투르크
- 로봇
- 애니매트로닉스